# Fächermacher
Fächermacher fertigten Fächer zwecks Kühlung des Gesichts und Schutz gegen Sonne sowie gegen Insekten. In Deutschland verdrängte der Faltfächer (Teilfächer und Klappfächer) im 17. Jh. den im 16. Jh. von Spanien und Italien ebenso nach Frankreich gelangten sogenannten Fahnenfächer. Der Teilfächer war eine Nachahmung des altjapanischen hölzernen „Hi-ogi“ und aus keilförmig geschnittenen, schmalen Stäben von Elfenbein, Edelholz, Schildpatt oder Perlmutt gefertigt, die sich an einem Ende um den gemeinsamen Dorn drehten und am anderen Ende durch ein durchgezogenes Seidenbändchen zusammengehalten wurden.